# Тринадцатое правительство Израиля
Тринадцатое правительство Израиля (ивр. ממשלת ישראל השלוש עשרה‎) было сформировано Леви Эшколем 12 января 1966 года по итогам парламентских выборов 1965 года. Правительство было коалиционным, в правящую коалицию входили блок МААРАХ (Альянс партий МАПАЙ и Ахдут ха-Авода), МАФДАЛ, МАПАМ, Партия независимых либералов, Поалей Агудат Исраэль, Сотрудничество и братство и Прогресс и развитие, и имело в своём составе восемнадцать министров. Были введены новые посты — министр абсорбции и министр информации.
5 июня 1967 года, в первый день Шестидневной войны, в правительство вошли представители блока ГАХАЛ и партии РАФИ, в связи с чем численность кабинета выросла до 21 человека. Премьер Леви Эшколь умер 26 февраля 1969 года, после чего правительство временно возглавил Игаль Алон, пока Голда Меир не сформировала четырнадцатое правительство 17 марта 1969 года.

## Состав кабинета
| Должность                                      | Имя, фамилия                                           | Партийная принадлежность     |
| ---------------------------------------------- | ------------------------------------------------------ | ---------------------------- |
| Премьер-министр                                | Леви Эшколь (до 26 февраля 1969)                       | Маарах, Авода                |
| Премьер-министр                                | Игаль Алон (исполняющий обязанности с 26 февраля 1969) | Маарах                       |
| Заместитель премьер-министра                   | Игаль Алон (с 1 июля 1968)                             | Авода, Маарах                |
| Министр сельского хозяйства                    | Хаим Гвати                                             | Маарах, Авода                |
| Министр обороны                                | Леви Эшколь (до 5 июня 1967)                           | Маарах                       |
| Министр обороны                                | Моше Даян (с 5 июня 1967)                              | РАФИ, Авода, Маарах          |
| Министр развития                               | Моше Коль                                              | Не был депутатом Кнессета1   |
| Министр образования и культуры                 | Залман Аран                                            | Маарах, Авода                |
| Министр финансов                               | Пинхас Сапир (до 5 августа 1968)                       | Маарах, Авода                |
| Министр финансов                               | Зеэв Шерф (с 5 августа 1968)                           | Авода, Маарах                |
| Министр иностранных дел                        | Абба Эвен                                              | Маарах, Авода                |
| Министр здравоохранения                        | Исраэль Барзилай                                       | Не был депутатом Кнессета2   |
| Министр строительства                          | Мордехай Бентов                                        | Не был депутатом Кнессета 2  |
| Министр абсорбции                              | Игаль Алон (с 1 июля 1968)                             | Авода, Маарах                |
| Министр информации                             | Исраэль Галили (с 5 июня 1967)                         | Маарах, Авода                |
| Министр внутренних дел                         | Хаим Моше Шапира                                       | МАФДАЛ                       |
| Министр юстиции                                | Яаков Шимшон Шапира                                    | Не был депутатом Кнессета3   |
| Министр труда                                  | Игаль Алон (до 1 июля 1968)                            | Маарах, Авода                |
| Министр труда                                  | Йосеф Альмоги (с 8 июля 1968)                          | Авода, Маарах                |
| Министр внутренней безопасности                | Бехор-Шалом Шитрит (до 2 января 1967)                  | Маарах                       |
| Министр внутренней безопасности                | Элияху Сассон (со 2 января 1967)                       | Маарах, Авода                |
| Министр связи                                  | Элияху Сассон (до 2 января 1967)                       | Маарах                       |
| Министр связи                                  | Исраэль Йешаяху (со 2 января 1967)                     | Маарах, Авода                |
| Министр по делам религий                       | Зерах Вархафтиг                                        | МАФДАЛ                       |
| Министр туризма                                | Моше Коль                                              | Не был депутатом Кнессета1   |
| Министр торговли и промышленности              | Хаим Йосеф Цадок (до 22 ноября 1966)                   | Маарах                       |
| Министр торговли и промышленности              | Зеэв Шерф (с 22 ноября 1966)                           | Маарах                       |
| Министр транспорта                             | Моше Кармель                                           | Маарах, Авода                |
| Министр социального обеспечения                | Йосеф Бург                                             | МАФДАЛ                       |
| Министр без портфеля                           | Исраэль Галили (до 5 июня 1967)                        | Маарах                       |
| Министр без портфеля                           | Менахем Бегин (с 5 июня 1967)                          | ГАХАЛ                        |
| Министр без портфеля                           | Йосеф Сапир (с 5 июня 1967)                            | ГАХАЛ                        |
| Министр без портфеля                           | Пинхас Сапир (с 5 августа 1968)                        | Авода, Маарах                |
| Заместитель министра сельского хозяйства       | Аарон Уцан                                             | Маарах, Авода                |
| Заместитель министра обороны                   | Цви Динстейн (до 5 июня 1967)                          | Маарах                       |
| Заместитель министра развития                  | Иехуда Шаари                                           | Партия независимых либералов |
| Заместитель министра образования и культуры    | Калман Кахана                                          | Поалей Агудат Исраэль        |
| Заместитель министра образования и культуры    | Аарон Ядлин                                            | Маарах, Авода                |
| Заместитель министра финансов                  | Цви Динстейн (с 24 июля 1967)                          | Авода, Маарах                |
| Заместитель министра абсорбции                 | Арье Элиав (с 12 августа 1968)                         | Авода, Маарах                |
| Заместитель министра внутренних дел            | Шломо-Исраэль Бен-Меир                                 | МАФДАЛ                       |
| Заместитель министра по делам религий          | Биньямин Шахор                                         | МАФДАЛ                       |
| Заместитель министра торговли и промышленности | Арье Элиав (17 октября 1966 — 22 ноября 1966)          | Маарах                       |
| Заместитель министра торговли и промышленности | Арье Элиав (28 ноября 1966 — 26 июня 1967)             | Маарах                       |

1 Коль был избран в Кнессет по списку Партии независимых либералов, но отказался от своего парламентского мандата после назначения на пост министра.
2 Барзилай и Бентов не были депутатами Кнессета в тот момент, но состояли в партии МАПАМ.
3 Шапира в тот момент не был депутатом Кнессета, ранее был депутатом от МАПАЙ, на парламентских выборах 1969 был избран по списку Маарах.